# Тун, Малкольм
Малкольм "Мэк" Тун (англ. Malcolm (Mac) Toon; 4 июля 1916 — 12 февраля 2009) американский карьерный дипломат, работавший в посольстве США в Москве в 1950—1970-х годах, в период холодной войны. Посол США в Советском Союзе (1977-1979).

## Биография
Тун родился 14 июля 1916 года в Трое, штат Нью-Йорк, где его отец работал каменщиком. Его родители эмигрировали из Шотландии. Когда ему было 6 лет, семья вернулась в Шотландию, а затем переселилась в Нортборо, штат Массачусетс.
Тун получил степень бакалавра в Университете Тафтса (1937) и степень магистра в Флетчеровской школе права и дипломатии (англ. Fletcher School of Law and Diplomacy) в том же университете (1938).
Во время Второй мировой войны он служил в ВМС США с 1942 по 1946 год на Тихоокеанском театре военных действий. Тун был капитаном торпедного катера и награждён Бронзовой звездой за доблесть.

## Карьера
После войны Тун присоединился к дипломатической службе США, работал на различных должностях в Польше, Венгрии и на Гаити. В 1950-х годах он обучался русскому языку в посольстве США в Москве
В 1965 году Тун был третьим должностным лицом посольства США, когда советские власти выдвинули обвинения в организации шпионской сети. Эти обвинения были официально опровергнуты, и Туна не выдворяли из страны как persona non-grata. Позднее он возглавил управление по советским делам в Государственном департаменте.
С 1969 по 1971 год Тун был послом в Чехословакии, затем, с 1971 по 1975 год, послом в Югославии, а с 1975 по 1976 год — в Израиле.

### Посол в СССР
24 ноября 1976 года Президент США Джеральд Форд назначил Туна Чрезвычайным и Полномочным послом США в СССР.  Вручение верительных грамот произошло 18 января 1977 года, и Тун прослужил на этой должности до 16 октября 1979 года.
С 1977 по 1979 годы он принимал участие в переговорах по ОСВ-2 и в американо-советской встрече на высшем уровне в Вене в 1979 году. На саммите Тун узнал, что президент Джимми Картер выбрал бизнесмена Томаса Уотсона-младшего в качестве его замены, что привело к публичной критике со стороны Туна, так как у Уотсона не было профессионального опыта дипломатической работы. Позднее госсекретарь Сайрус Вэнс провёл переговоры об ОСВ-2 с советским послом Анатолием Добрыниным без участия Туна, и дипломат публично поставил под сомнение процедуру верификации соглашения. Президент Картер подписал договор, но, когда советско-американские отношения ухудшились после вторжения советских войск в Афганистан, он снял его с рассмотрения в Сенате США.
В 1990-х годах Тун был сопредседателем американо-российской совместной комиссии по военнопленным, интернированным и пропавшим без вести (вместе с российским генералом и историком Дмитрием Волкогоновым).
В июне 2011 года статья об отношениях Туна с американским пресс-корпусом в Москве в 1977-1979 гг. была опубликована в Foreign Service Journal.
Тун был женат на Элизабет Джейн Тейлор (Elizabeth Jane Taylor; скончалась в 1996 году). Супруги были похоронены на Арлингтонском национальном кладбище. Через восемь лет после его смерти некролог на Туна был опубликован в New York Times.